# W Гончих Псов
W Гончих Псов (лат. W Canum Venaticorum) — двойная звезда в созвездии Гончих Псов на расстоянии приблизительно 2996 световых лет (около 919 парсек) от Солнца. Визуальная звёздная величина звезды — от +10,96m до +10,03m.
Открыта Витольдом Карловичем Цераским в 1907 году*.

## Характеристики
Первый компонент — жёлто-белая пульсирующая переменная звезда типа RR Лиры (RRAB) спектрального класса F0-F7, или F2III, или F8. Масса — около 2,239 солнечной, радиус — около 5,353 солнечного, светимость — около 44,834 солнечной. Эффективная температура — около 6060 K.
Второй компонент — коричневый карлик. Масса — около 44,18 юпитерианской. Удалён в среднем на 1,957 а.е..